# Diligència deguda
Una diligència deguda (en llengua anglesa due diligence) és l'expressió en de la investigació d'una empresa o persona que s'acostuma a fer prèviament a la signatura d'un contracte o una llei amb certa diligència de cura. Pot tractar-se d'una obligació legal, però el terme comunament és més aplicable a recerques voluntàries.
La traducció catalana com diligències obligades en referència al procés d'auditoria requerit en moltes legislacions. També es coneix com a diligències prèvies d'auditoria. Per influència de la internacionalització de les relacions econòmiques, l'expressió original en anglès due diligence és molt habitual en totes les llengües, també en català.
Un exemple habitual de due diligence en diverses indústries és el procés pel qual un comprador potencial avalua una empresa objectiu o els seus actius de cara a una adquisició.
La teoria de la due diligence sosté que dur a terme aquest tipus de recerca contribueix significativament a una presa de decisions informada en optimitzar la qualitat i quantitat d'informació disponible dels qui prenen aquestes decisions i en assegurar que aquesta informació sigui usada sistemàticament per deliberar d'una manera reflexiva la decisió en qüestió i tots els seus costos, riscos i beneficis.